# Prosthechea fortunae
Prosthechea fortunae är en orkidéart som först beskrevs av Robert Louis Dressler, och fick sitt nu gällande namn av Wesley Ervin Higgins. Prosthechea fortunae ingår i släktet Prosthechea och familjen orkidéer.
Artens utbredningsområde är Panamá. Inga underarter finns listade i Catalogue of Life.